# Ligat ha’Al 2010/11
Die Ligat ha’Al 2010/11 war die 12. Saison seit ihrer Einführung unter diesem Namen im Jahre 1999 und die 69. Spielzeit der höchsten israelischen Spielklasse im Männerfußball. Sie begann am 21. August 2010 und endete am 21. Mai 2011.
Titelverteidiger Maccabi Haifa konnte seinen Titel verteidigen.

## Vereine
| Verein                      | Stadt          | Stadion                            | Kapazität |
| --------------------------- | -------------- | ---------------------------------- | --------- |
| Beitar Jerusalem            | Jerusalem      | Teddy-Stadion                      | 31.733    |
| Maccabi Tel Aviv            | Tel Aviv-Jaffa | Bloomfield-Stadion                 | 29.150    |
| Hapoel Tel Aviv             | Tel Aviv-Jaffa | Bloomfield-Stadion                 | 29.150    |
| Bne Jehuda Tel Aviv         | Tel Aviv-Jaffa | Bloomfield-Stadion                 | 29.150    |
| Maccabi Haifa               | Haifa          | Kiryat-Eliezer-Stadion             | 14.000    |
| Hapoel Haifa                | Haifa          | Kiryat-Eliezer-Stadion             | 14.000    |
| Hapoel Be’er Scheva         | Be’er Scheva   | Arthur-Vasermil-Stadion            | 13.000    |
| Maccabi Petach Tikwa        | Petach Tikwa   | HaMoshava-Stadion                  | 11.500    |
| Hapoel Petach Tikwa         | Petach Tikwa   | HaMoshava-Stadion                  | 11.500    |
| Hapoel Ramat Gan            | Ramat Gan      | HaMoshava-Stadion                  | 11.500    |
| FC Bnei Sachnin             | Sachnin        | Doha-Stadion                       | 08.500    |
| MS Aschdod                  | Aschdod        | HaYud-Alef-Stadion                 | 07.800    |
| Maccabi Netanja             | Netanja        | Sar-Tov-Stadion                    | 07.500    |
| Hapoel Ironi Kirjat Schmona | Kirjat Schmona | Städtisches Stadion Kirjat Schmona | 05.300    |
| Hapoel Aschkelon            | Aschkelon      | Sala-Stadion                       | 05.250    |
| Hapoel Akko                 | Akko           | Städtisches Stadion Akko           | 05.000    |

## Vorrunde
In der Vorrunde wurde eine Doppelrunde zwischen allen 16 Mannschaften ausgespielt. Anschließend qualifizierten sich die sechs bestplatzierten Vereine für die Meisterrunde, in der neben der israelischen Meisterschaft auch die internationalen Startplätze ausgespielt wurden. Die Teams auf den Plätzen 7 bis 10 spielten in der Platzierungsrunde. Die letzten sechs Vereine spielten in der Abstiegsrunde gegen den Abstieg in die zweitklassige Liga Leumit.

### Tabelle
| Pl. | Verein                          | Sp. | S  | U  | N  | Tore    | Diff. | Punkte |
| --- | ------------------------------- | --- | -- | -- | -- | ------- | ----- | ------ |
| 1.  | Maccabi Haifa (M)               | 30  | 21 | 7  | 2  | 055:250 | +30   | 70     |
| 2.  | Hapoel Tel Aviv (P)             | 30  | 20 | 5  | 5  | 065:270 | +38   | 65     |
| 3.  | Maccabi Tel Aviv                | 30  | 15 | 5  | 10 | 041:330 | +8    | 50     |
| 4.  | Hapoel Ironi Kirjat Schmona (N) | 30  | 13 | 9  | 8  | 050:340 | +16   | 48     |
| 5.  | Bne Jehuda Tel Aviv             | 30  | 13 | 9  | 8  | 033:270 | +6    | 48     |
| 6.  | Maccabi Netanja                 | 30  | 11 | 11 | 8  | 039:330 | +6    | 44     |
| 7.  | Hapoel Haifa                    | 30  | 12 | 8  | 10 | 038:370 | +1    | 44     |
| 8.  | Maccabi Petach Tikwa            | 30  | 11 | 9  | 10 | 050:390 | +11   | 42     |
| 9.  | Hapoel Akko                     | 30  | 10 | 11 | 9  | 043:380 | +5    | 41     |
| 10. | Hapoel Be’er Scheva             | 30  | 10 | 8  | 12 | 036:380 | −2    | 38     |
| 11. | Beitar Jerusalem                | 30  | 10 | 8  | 12 | 030:320 | −2    | 38     |
| 12. | Hapoel Petach Tikwa             | 30  | 9  | 6  | 15 | 036:510 | −15   | 33     |
| 13. | MS Aschdod                      | 30  | 8  | 9  | 13 | 036:520 | −16   | 33     |
| 14. | Hapoel Aschkelon (N)            | 30  | 7  | 5  | 18 | 029:560 | −27   | 26     |
| 15. | FC Bnei Sachnin                 | 30  | 6  | 7  | 17 | 019:400 | −21   | 25     |
| 16. | Hapoel Ramat Gan 1              | 30  | 1  | 9  | 20 | 018:560 | −38   | 08     |

Platzierungskriterien: 1. Punkte – 2. Tordifferenz – 3. Siege – 4. geschossene Tore – 5. Direkter Vergleich (Punkte, Tordifferenz, geschossene Tore) – 6. play-off
| (M) | amtierender israelischer Meister     |
| (P) | amtierender israelischer Pokalsieger |
| (N) | Neuaufsteiger der letzten Saison     |

### Kreuztabelle
| 2010/11                     | Beitar Jerusalem | Bne Jehuda Tel Aviv | FC Bnei Sachnin | MS Aschdod | Hapoel Akko | Hapoel Aschkelon | Hapoel Be’er Scheva | Hapoel Haifa | Hapoel Petach Tikwa | Hapoel Ramat Gan | Hapoel Tel Aviv | Hapoel Ironi Kirjat Schmona | Maccabi Haifa | Maccabi Netanja | Maccabi Petach Tikwa | Maccabi Tel Aviv |
| --------------------------- | ---------------- | ------------------- | --------------- | ---------- | ----------- | ---------------- | ------------------- | ------------ | ------------------- | ---------------- | --------------- | --------------------------- | ------------- | --------------- | -------------------- | ---------------- |
| Beitar Jerusalem            |                  | 1:1                 | 0:0             | 0:0        | 2:0         | 4:0              | 5:1                 | 1:0          | 0:2 2               | 3:2              | 1:0             | 1:0 2                       | 0:0           | 0:0             | 0:2                  | 0:1              |
| Bne Jehuda Tel Aviv         | 2:1              |                     | 2:0             | 0:0        | 1:0         | 2:0              | 0:0                 | 3:2          | 2:0                 | 0:0              | 0:1             | 3:1                         | 2:3           | 1:1             | 2:0                  | 2:0              |
| FC Bnei Sachnin             | 1:0              | 0:1                 |                 | 0:2        | 0:1         | 2:0              | 1:1                 | 1:3          | 1:1                 | 0:0              | 1:3             | 1:0                         | 1:2           | 1:1             | 2:3                  | 1:3              |
| MS Aschdod                  | 3:0 2            | 1:2                 | 0:0             |            | 3:1         | 3:2              | 0:3 3               | 0:0          | 1:2                 | 2:2              | 3:3             | 2:2                         | 1:2           | 1:0             | 1:3                  | 1:2              |
| Hapoel Akko                 | 3:0              | 3:1                 | 0:0             | 1:2        |             | 1:0              | 2:3                 | 2:1          | 3:0                 | 0:0              | 2:2             | 3:0                         | 0:2           | 0:0             | 1:1                  | 3:1              |
| Hapoel Aschkelon            | 2:1              | 0:0                 | 1:0             | 4:1        | 0:0         |                  | 3:4                 | 0:0          | 3:1                 | 1:1              | 0:2             | 0:1                         | 0:3           | 0:4             | 0:1                  | 2:4              |
| Hapoel Be’er Scheva         | 1:2              | 0:1                 | 1:0             | 5:0        | 0:2         | 1:0              |                     | 0:2          | 0:0                 | 2:0              | 0:3             | 1:1                         | 1:1           | 1:2             | 2:1                  | 0:1              |
| Hapoel Haifa                | 0:2              | 2:0                 | 4:1             | 2:0        | 1:1         | 1:2              | 1:1                 |              | 3:2                 | 2:0              | 1:0             | 1:4                         | 0:2           | 1:2             | 1:1                  | 0:0              |
| Hapoel Petach Tikwa         | 1:0              | 2:1                 | 0:1             | 3:1        | 2:2         | 0:2              | 3:1                 | 2:0          |                     | 2:0              | 1:5             | 1:3                         | 0:1           | 1:1             | 1:4                  | 0:1              |
| Hapoel Ramat Gan            | 0:0              | 1:1                 | 1:2             | 1:2        | 3:2         | 0:4              | 0:0                 | 1:2          | 1:1                 |                  | 0:1             | 0:3                         | 1:3           | 0:1             | 0:2                  | 0:3              |
| Hapoel Tel Aviv             | 0:0              | 0:1                 | 1:0             | 0:2        | 4:1         | 5:1 2            | 3:2                 | 5:0          | 2:0                 | 4:0              |                 | 2:4                         | 4:1           | 2:1             | 2:0                  | 1:0              |
| Hapoel Ironi Kirjat Schmona | 0:1              | 2:2                 | 2:0             | 3:0        | 2:2         | 2:2              | 1:0                 | 1:3          | 3:1                 | 1:0              | 1:1             |                             | 0:1           | 3:0             | 2:2                  | 4:0              |
| Maccabi Haifa               | 3:3              | 1:0                 | 1:0             | 1:1        | 3:1         | 3:0              | 2:2                 | 0:0          | 2:0                 | 3:2              | 0:2             | 3:2                         |               | 3:0             | 1:0                  | 3:0              |
| Maccabi Netanja             | 4:1              | 0:0                 | 1:0             | 2:0        | 1:3         | 3:0              | 1:0                 | 1:1          | 3:3                 | 2:0              | 1:3             | 1:1                         | 1:1           |                 | 2:2                  | 0:2              |
| Maccabi Petach Tikwa        | 2:1              | 3:0                 | 1:2             | 2:2        | 1:1         | 4:0              | 0:1                 | 2:3          | 2:3                 | 4:1              | 1:2             | 0:0                         | 1:3           | 2:0             |                      | 2:2              |
| Maccabi Tel Aviv            | 1:0              | 2:0                 | 4:0             | 4:1        | 2:2         | 2:0              | 0:2                 | 0:1          | 2:1 2               | 2:0              | 1:1             | 0:1                         | 0:1           | 0:3             | 1:1                  |                  |

## Meisterrunde
Die Vereine auf den Plätzen 1–6 nach der Vorrunde spielten im Anschluss um die Meisterschaft. Dabei wurden die erreichten Punkte aus den 30 Vorrundenspiele halbiert und aufgerundet. Zwischen den sechs Teams wurde eine Einfachrunde ausgetragen. Die drei bestplatzierten Vereine der Vorrunde erhielten dabei ein Heimspiel mehr als die anderen drei. Nach Abschluss der Runde stand Maccabi Haifa als Meister fest.

### Abschlusstabelle
| Pl. | Verein                          | Sp. | S  | U  | N  | Tore    | Diff. | Punkte |
| --- | ------------------------------- | --- | -- | -- | -- | ------- | ----- | ------ |
| 1.  | Maccabi Haifa (M)               | 35  | 24 | 8  | 3  | 063:280 | +35   | 45     |
| 2.  | Hapoel Tel Aviv (P)             | 35  | 21 | 7  | 7  | 072:360 | +36   | 38     |
| 3.  | Maccabi Tel Aviv                | 35  | 18 | 6  | 11 | 053:400 | +13   | 35     |
| 4.  | Bne Jehuda Tel Aviv             | 35  | 15 | 10 | 10 | 042:340 | +8    | 31     |
| 5.  | Hapoel Ironi Kirjat Schmona (N) | 35  | 14 | 10 | 11 | 057:450 | +12   | 28     |
| 6.  | Maccabi Netanja                 | 35  | 12 | 13 | 10 | 047:470 | ±0    | 27     |

Platzierungskriterien: 1. Punkte – 2. Tordifferenz – 3. Siege – 4. geschossene Tore – 5. Direkter Vergleich (Punkte, Tordifferenz, geschossene Tore) – 6. play-off
| (M) | amtierender israelischer Meister     |
| (P) | amtierender israelischer Pokalsieger |
| (N) | Neuaufsteiger der letzten Saison     |

### Kreuztabelle
| 2010/11                     | Bne Jehuda Tel Aviv | Hapoel Tel Aviv | Hapoel Ironi Kirjat Schmona | Maccabi Haifa | Maccabi Netanja | Maccabi Tel Aviv |
| --------------------------- | ------------------- | --------------- | --------------------------- | ------------- | --------------- | ---------------- |
| Bne Jehuda Tel Aviv         |                     | –               | –                           | 1:1           | –               | 1:3              |
| Hapoel Tel Aviv             | 2:1                 |                 | –                           | –             | 2:2             | 2:2              |
| Hapoel Ironi Kirjat Schmona | 1:2                 | 2:1             |                             | –             | –               | –                |
| Maccabi Haifa               | –                   | 2:0             | 2:0                         |               | 1:2             | –                |
| Maccabi Netanja             | 0:4                 | –               | 3:3                         | –             |                 | –                |
| Maccabi Tel Aviv            | –                   | –               | 3:1                         | 0:2           | 4:1             |                  |

## Platzierungsrunde
Die Vereine auf den Plätzen 7–10 nach der Vorrunde bestritten im Anschluss Platzierungsspiele. Dabei wurden die in der Vorrunde erreichten Punkte halbiert und aufgerundet. Zwischen den vier Teams wurde eine Einfachrunde ausgetragen.

### Abschlusstabelle
| Pl. | Verein               | Sp. | S  | U  | N  | Tore    | Diff. | Punkte |
| --- | -------------------- | --- | -- | -- | -- | ------- | ----- | ------ |
| 7.  | Maccabi Petach Tikwa | 33  | 13 | 10 | 10 | 057:410 | +16   | 28     |
| 8.  | Hapoel Akko          | 33  | 12 | 11 | 10 | 049:450 | +4    | 27     |
| 9.  | Hapoel Be’er Scheva  | 33  | 11 | 9  | 13 | 041:430 | −2    | 23     |
| 10. | Hapoel Haifa         | 33  | 12 | 8  | 13 | 040:430 | −3    | 22     |

Platzierungskriterien: 1. Punkte – 2. Tordifferenz – 3. Siege – 4. geschossene Tore – 5. Direkter Vergleich (Punkte, Tordifferenz, geschossene Tore) – 6. play-off

### Kreuztabelle
| 2010/11              | Hapoel Akko | Hapoel Be’er Scheva | Hapoel Haifa | Maccabi Petach Tikwa |
| -------------------- | ----------- | ------------------- | ------------ | -------------------- |
| Hapoel Akko          |             | –                   | 2:1          | –                    |
| Hapoel Be’er Scheva  | 2:3         |                     | –            | –                    |
| Hapoel Haifa         | –           | 1:2                 |              | 0:2                  |
| Maccabi Petach Tikwa | 4:1         | 1:1                 | –            |                      |

## Abstiegsrunde
Die Vereine auf den Plätzen 11–16 nach der Vorrunde spielten im Anschluss gegen den Abstieg. Dabei wurden die in der Vorrunde erreichten Punkte halbiert und aufgerundet. Zwischen den sechs Teams wurde eine Einfachrunde ausgetragen. Die drei bestplatzierten Vereine der Vorrunde erhielten dabei ein Heimspiel mehr als die anderen drei. Nach Abschluss der Runde stiegen die Mannschaften auf den Rängen 15 und 16 in die zweitklassige Liga Leumit ab. Dies waren der Aufsteiger Hapoel Aschkelon und Hapoel Ramat Gan. Das drittletzte Team musste gegen das drittbeste Team der Liga Leumit Relegationsspiele austragen.

### Abschlusstabelle
| Pl. | Verein               | Sp. | S  | U  | N  | Tore    | Diff. | Punkte |
| --- | -------------------- | --- | -- | -- | -- | ------- | ----- | ------ |
| 11. | Beitar Jerusalem     | 35  | 12 | 9  | 14 | 038:350 | +3    | 26     |
| 12. | MS Aschdod           | 35  | 10 | 11 | 14 | 042:550 | −13   | 25     |
| 13. | FC Bnei Sachnin      | 35  | 9  | 8  | 18 | 025:440 | −19   | 23     |
| 14. | Hapoel Petach Tikwa  | 35  | 10 | 8  | 17 | 042:580 | −16   | 22     |
| 15. | Hapoel Aschkelon (N) | 35  | 9  | 5  | 21 | 033:660 | −33   | 19     |
| 16. | Hapoel Ramat Gan     | 35  | 3  | 9  | 23 | 024:650 | −41   | 10     |

Platzierungskriterien: 1. Punkte – 2. Tordifferenz – 3. Siege – 4. geschossene Tore – 5. Direkter Vergleich (Punkte, Tordifferenz, geschossene Tore) – 6. play-off
| (N) | Neuaufsteiger der letzten Saison |

### Kreuztabelle
| 2011/12             | Beitar Jerusalem | FC Bnei Sachnin | MS Aschdod | Hapoel Aschkelon | Hapoel Petach Tikwa | Hapoel Ramat Gan |
| ------------------- | ---------------- | --------------- | ---------- | ---------------- | ------------------- | ---------------- |
| Beitar Jerusalem    |                  | –               | –          | 0:1              | 3:0                 | 5:1              |
| FC Bnei Sachnin     | 1:0              |                 | 1:0        | –                | –                   | –                |
| MS Aschdod          | 0:0              | –               |            | 4:1              | –                   | 1:0              |
| Hapoel Aschkelon    | –                | 2:1             | –          |                  | 0:3                 | –                |
| Hapoel Petach Tikwa | –                | 1:1             | 1:1        | –                |                     | 1:2              |
| Hapoel Ramat Gan    | –                | 1:2             | –          | 2:0              | –                   |                  |

## Relegation
Das drittletzte Team musste gegen das drittbeste Team der Liga Leumit Relegationsspiele am 24. und 27. Mai 2011 austragen.
|                     | Gesamt |                  | Hinspiel | Rückspiel |
| ------------------- | ------ | ---------------- | -------- | --------- |
| Hapoel Petach Tikwa | 5:1    | Hapoel Kfar Saba | 4:1      | 1:0       |

Damit blieb Hapoel Petach Tikwa in der Liga.

## Torschützenliste
| Pl. | Spieler        | Verein                      | Tore |
| --- | -------------- | --------------------------- | ---- |
| 1.  | Toto Tamuz     | Hapoel Tel Aviv             | 21   |
| 2.  | Eden Ben Basat | Hapoel Haifa                | 18   |
| 2.  | Israel         | Maccabi Tel Aviv            | 18   |
| 4.  | Moshe Ohayon   | MS Aschdod                  | 17   |
| 5.  | Pedro Galván   | Bne Jehuda Tel Aviv         | 16   |
| 5.  | Ben Sahar      | Hapoel Tel Aviv             | 16   |
| 7.  | Omer Damari    | Maccabi Petach Tikwa        | 15   |
| 8.  | Roei Dayan     | Hapoel Akko                 | 14   |
| 8.  | Wiyam Amashe   | Hapoel Ironi Kirjat Schmona | 14   |
| 10. | Tomer Hemed    | Maccabi Haifa               | 13   |